# Puzzle Bobble Plus!
Puzzle Bobble Plus! (Bust-A-Move Plus! en América del Norte)  son dos videojuegos de Puzle desarrollada y publicada por Taito para WiiWare. Esta es la última entrega de la serie Puzzle Bobble.
El primero fue lanzado en 7 de abril de 2009 en Japón, luego en 26 de junio de 2009 en Unión Europea y en 6 de julio de 2009 en Estados Unidos.
También hay dos complementos descargables adicionales para 200 Puntos de Wii cada uno.